# Brinner Henrique Santos Souza
Brinner Henrique Santos Souza oder kurz Brinner (* 16. Juli 1987 in Lavras) ist ein brasilianischer Fußballspieler.

## Karriere
Brinner startete seine Profikarriere 2006 bei Fabril. Bereits im nächsten Jahr wechselte er zu Tupynambás FC. Auch hier blieb er nur kurze Zeit und spielte nachfolgend in Zeitabschnitten von maximal einem Jahr für diverse Vereine der unteren brasilianischen Ligen. 2012 wurde er mit Botafogo FR von einem Erstligisten verpflichtet. Dieser behielt Brinner aber nur kurz im Kader und lieh ihn meistens an andere Vereine aus. 2014 verließ Brinner Botafago und spielte nachfolgend erneut in kurzen Zeitabschnitten für die Vereine Macaé Esporte FC, Oeste FC und Clube do Remo. Zur Saison 2016/17 verpflichtete ihn der westtürkische Aufsteiger Bandırmaspor aus der türkischen TFF 1. Lig. Eine Saison später wechselte er innerhalb dieser Liga zu Giresunspor. Im Sommer 2018 verließ Brinner die Türkei und setzte seine Karriere in Thailand bei Ubon United fort. Nach 31 Spielen sowie einem erzielten Tor steht er seit 2019 beim Erstligisten Chiangrai United in Chiangrai unter Vertrag. 2019 feierte erm mit Chiangrai die thailändische Meisterschaft. 2020 gewann der mit dem Klub den Thailand Champions Cup. Im April 2021 stand er mit Chiangrai im Endspiel des FA Cup. Das Spiel gegen den Erstligisten Chonburi FC gewann man im Elfmeterschießen. Am 1. September 2021 spielte er mit Chiangrai um den Thailand Champions Cup. Das Spiel gegen den thailändischen Meister BG Pathum United FC im 700th Anniversary Stadium in Chiangmai verlor man mit 0:1. Für Chiangrai absolvierte er 88 Erstligaspiele. Zu Beginn der Saison 2022/23 unterschrieb er einen Vertrag beim Erstligaaufsteiger Lampang FC. Für den Verein aus Lampang bestritt er 13 Erstligaspiele. Nach der Hinrunde 2022/23 unterschrieb Brinner im Januar 2023 einen Vertrag beim Zweitligisten Uthai Thani FC. Am Ende der Saison wurde er mit dem Verein aus Uthai Thani Tabellendritter und qualifizierte sich somit für die Aufstiegsspiele zur ersten Liga. Hier konnte man sich im Finale gegen den Customs United FC durchsetzen und stieg in die erste Liga auf. Nach insgesamt 47 Ligaspielen wurde sein Vertrag im Sommer 2024 nicht verlängert. Ende Juli 2024 nahm ihn der Bangkoker Zweitligist Kasetsart FC unter Vertrag.

## Erfolge
Botafogo FR
- Campeonato Carioca: 2012 – 2. Platz

Chiangrai United
- Thailändischer Meister: 2019
- Thailändischer-Champions-Cup-Sieger: 2020
- Thailändischer Pokalsieger: 2020/21

## Auszeichnungen
Thai League
- Spieler des Monats: August 2019